# العلاقات الأردنية الإندونيسية
العلاقات الأردنية الإندونيسية هي العلاقات الثنائية التي تجمع بين الأردن وإندونيسيا.

## مقارنة بين البلدين
هذه مقارنة عامة ومرجعية للدولتين:
| وجه المقارنة                                              | الأردن                   | إندونيسيا         |
| --------------------------------------------------------- | ------------------------ | ----------------- |
| المساحة (كم2)                                             | 89.34 ألف                | 1.90 مليون        |
| عدد السكان (نسمة)                                         | 9.81 مليون               | 263.99 مليون      |
| الكثافة السكانية (ن./كم²)                                 | 109.81                   | 138.94            |
| العاصمة                                                   | عمان                     | جاكرتا            |
| اللغة الرسمية                                             | اللغة العربية            | اللغة الإندونيسية |
| العملة                                                    | دينار أردني              | روبية إندونيسية   |
| الناتج المحلي الإجمالي (بليون دولار)                      | 40.07 مليار              | 1.02 تريليون      |
| الناتج المحلي الإجمالي (تعادل القوة الشرائية) بليون دولار | 82.80 مليار              | 2.85 تريليون      |
| الناتج المحلي الإجمالي الاسمي للفرد دولار أمريكي          | 4.94 ألف                 | 3.35 ألف          |
| الناتج المحلي الإجمالي للفرد دولار أمريكي                 | 12.05 ألف                | 10.52 ألف         |
| مؤشر التنمية البشرية                                      | 0.748                    | 0.684             |
| رمز المكالمات الدولي                                      | +962                     | +62               |
| رمز الإنترنت                                              | .jo                      | .id               |
| المنطقة الزمنية                                           | ت ع م+02:00، ت ع م+03:00 |                   |

## منظمات دولية مشتركة
يشترك البلدان في عضوية مجموعة من المنظمات الدولية، منها:
| علم المنظمة | اسم المنظمة                                                | تاريخ انضمام الأردن | تاريخ انضمام إندونيسيا |
| ----------- | ---------------------------------------------------------- | ------------------- | ---------------------- |
|             | مؤسسة التنمية الدولية                                      | 4 أكتوبر 1960       | 20 أغسطس 1968          |
|             | يونسكو                                                     | 14 يونيو 1950       | 27 مايو 1950           |
|             | وكالة ضمان الاستثمار متعدد الأطراف                         | 12 أبريل 1988       | 12 أبريل 1988          |
|             | الأمم المتحدة                                              | 14 ديسمبر 1955      | 28 سبتمبر 1950         |
|             | العملية المشتركة للاتحاد الأفريقي والأمم المتحدة في دارفور | ?                   | ?                      |
|             | الاتحاد البريدي العالمي                                    | ?                   | ?                      |
|             | البنك الدولي للإنشاء والتعمير                              | 29 أغسطس 1952       | 13 أبريل 1967          |
|             | منظمة التعاون الإسلامي                                     | ?                   | ?                      |
|             | منظمة حظر الأسلحة الكيميائية                               | ?                   | ?                      |
|             | الاتحاد الدولي للاتصالات                                   | 20 مايو 1947        | 1949                   |
|             | مؤسسة التمويل الدولية                                      | 20 يوليو 1956       | 23 أبريل 1968          |
|             | المركز الدولي لتسوية المنازعات الاستشارية                  | 29 نوفمبر 1972      | 28 أكتوبر 1968         |
|             | منظمة التجارة العالمية                                     | ?                   | ?                      |
|             | منظمة الشرطة الجنائية الدولية                              | ?                   | 5 أكتوبر 1954          |

## وصلات خارجية
- موقع وزارة الخارجية الأردنية
- موقع وزارة الخارجية الإندونيسية